# Anielpol
Anielpol – wieś w Polsce położona w województwie lubelskim, w powiecie krasnostawskim, w gminie Kraśniczyn.
W latach 1975–1998 miejscowość administracyjnie należała do województwa chełmskiego.
Wieś stanowi sołectwo gminy Kraśniczyn. Według Narodowego Spisu Powszechnego (III 2011 r.) wieś liczyła 92 mieszkańców.
W 1946 odznaczona Orderem Krzyża Grunwaldu III klasy.
Przez miejscowość przechodzi szlak turystyczny:  Szlak Ariański.
Wierni Kościoła rzymskokatolickiego należą do parafii Nawiedzenia Najświętszej Maryi Panny i św. Łukasza w Surhowie.